# إسحاق باديلا
إسحاق باديلا أو إساك باديلا (بالإسبانية: Isaac Padilla Cañadas)‏ هو لاعب كرة قدم إسباني يلعب لصالح نادي الديوانية العراقي.
وهو يلعب في مركز مهاجم.